# Lista de condes e duques de Nevers
Esta é uma lista dos condes de Nevers, iniciada em 1026, e que, em 1539, foram elevados a Duques de Nevers.
O último Duque, Luís Júlio Mancini (Louis-Jules Mancini-Mazarini) foi aprisionado durante o período do Terror (1793-1794), tendo falecido a 25 de fevereiro de 1798. 

## Casa de Nevers
- 1026-1028: Landry de Nevers (ca 975-1028), filho de Bodon de Monceaux, tronco da Casa de Nevers.

casou, ca. 995, com Matilde, filha de Otão Guilherme, conde de Borgonha;
- 1028-1040: Reinaldo I (ca. 1000-ca 1040), conde de Nevers e de Auxerre (1031-1040), filho dos precedentes;
- 1040-1083: Guilherme I (1029-1083), conde de Auxerre, de Tonnerre e de Nevers, filho do precedente;
- 1079-1089: Reinaldo II (ca. 1055-1089), conde de Auxerre, de Tonnerre e de Nevers, filho do precedente;
- 1097-1147: Guilherme II (ca. 1083-1147), conde de Auxerre, de Tonnerre e de Nevers, filho do precedente;
- 1147-1161: Guilherme III (ca. 1110-1161), conde de Auxerre, de Tonnerre e de Nevers, fils des precedente;
- 1161-1168: Guilherme IV († 1168), conde de Auxerre, de Tonnerre e de Nevers, fils des precedente;
- 1168-1176: Guido († 1176), conde de Auxerre, de Tonnerre e de Nevers, irmão do precedente;
- 1176-1181: Guilherme V († 1181), conde de Auxerre, de Tonnerre e de Nevers, fiho do precedente;
- 1181-1193: Inês de Nevers († 1193), condessa de Auxerre, de Tonnerre e de Nevers, irmã da precedente

Casou com Pedro II de Courtenay (neto de Luís VI de França.

## Casa de Courtenay
- 1193-1257: Matilde I (1188-1257), também chamada Mahaut de Courtenay, condessa de Nevers, de Auxerre e de Tonnerre, filha dos precedentes

casou em primeiras núpcias em 1199 com Hervé IV de Donzy;
casou em segundas núpcias em 1226 com Guigues IV de Forez.

## Casa Bourbon-Dampierre
Inês I de Nevers, da Casa de Donzy († 1237, antes de sua mãe), herdeira de Nevers, Auxerre e Tonnerre, era filha de Matilde e de Hervé IV. Casou (em 1223) com Guy de Châtillon, conde de Saint-Pol, de quem teve dois filhos que foram, sucessivamente, herdeiros de Nevers, de Auxerre e de Tonnerre (e que morreram antes da avó): Gaucher de Châtillon († 1250); e Iolanda de Nevers († 1254), que veio a casar com Arcambaldo IX de Bourbon.
- 1257-1262: Matilde II (ca. 1234-1262), filha de Arcambaldo IX e de Iolanda, Senhora de de Bourbon (Matilde II) - trineta de Matilde I.

Casou com Eudo de Borgonha (filho mais velho de Hugo IV da Borgonha).

## Casa de Borgonha
- 1262-1280: Iolanda (II) de Borgonha (1247-1280), filha mais velha dos prcedentes, condessa de Nevers (Tonnerre e Auxerre são entregues respectivamente às suas irmãs mais novas Margarida[1] e Alix[2] em 1273).

casou em primeiras núpcias com João Tristão de França (1250-1270);
casou com segundas núpcias com Roberto de Dampierre, que se segue

## Casa de Dampierre
- 1272-1280: Roberto de Dampierre (1247-1322) ou Roberto de Béthune, senhor de Béthune, comde de Flandres (Roberto III) e conde de Nevers, casado com a precedente;
- 1280-1322: Luís I de Nevers, conde de Nevers († 1322), filho do precedente;
- 1322-1346: Luís II, de Nevers († 1346), conde da Flandres, de Nevers e de Rethel, filho do precedente;
- 1346-1384: Luís III, de Male (1330-1384), conde da Flandres (Luís II), de Artois, de Nevers, de Rethel e de Borgonha, filho do precedente;
- 1384-1405: Margarida II da Flandres (1350-1405), condessa da Flandres, de Borgonha, de Artois, de Nevers e de Rethel, duquesa de Brabante e de Limburgo, filha do precedente;

casou em primeiras núpcias, em 1357, com Filipe I, de Rouvres (1346-1361) Duque da Borgonha;
casou em segundas núpcias, em 1369, com Filipe II, o Ousado (1342-1404), Duque da Borgonha.

## Casa de Valois-Borgonha
- 1405-1415: Filipe II (1389-1415), conde de Nevers e de Rethel, filho do segundo casamento da precedente;
- 1415-1464: Carlos I (1414-1464), conde de Nevers e de Rethel, filho do anterior;
- 1464-1491: João II (1415-1491), conde de Nevers, de Eu, de Rethel e de Etampes, duque titular do Brabante, irmão do precedente.

## Casa de Cleves[3]
- 1491-1506: Engelberto de Claves (1462-1506), conde de Nevers e de Eu, neto do precedente;
- 1506-1521: Carlos II de Cleves († 1521), conde de Nevers, filho do precedente;
- 1521-1561: Francisco I de Nevers (1516-1561), conde e depois primeiro duque de Nevers (1539), conde de Rethel, de Eu e de Beaufort, filho do precedente;
- 1561-1562: Francisco II de Nevers (1540-1562), duque de Nevers, conde de Rethel, filho do precedente;
- 1561-1564: Jaime de Nevers (1544-1564), duque de Nevers, conde de Rethel e de Beaufort, marquês de Isle, barão de Jaucourt, irmão do precedente;
- 1564-1565: Henriqueta de Nevers (1542-1601), duquesa de Nevers, condessa e depois duquesa (1581) de Rethel, irmã do precedente.

## Casa de Gonzaga
- 1565-1595: Luís IV (1535-1595), duque de Nevers e de Rethel (Luís IV), casado com a precedente;
- 1595-1637: Carlos III (1580-1637), duque de Nevers, de Rethel (Carlos III), 1.º Príncipe de Arches (Carlos I), Duque soberano de Mântua e de Monferrato (Carlos I), filho do precedente;
- 1637-1659: Carlos IV (1629-1665), duque de Nevers, de Rethel (Carlos V) e de Mayenne (Carlos IV), 2.º príncipe de Arches (Carlos II), duque soberano de Mântua e de Monferrato (Carlos II), filho do precedente.

Vende os ducados de Nevers e de Rethel a Mazarino em 1659.

## Casa de Mazarino / Mancini
- 1659-1661: Júlio Mazarino (1602-1661), cardeal, primeiro ministro de Luís XIV;
- 1661-1707: Filipe Mancini (1641-1707), sobrinho do precedente;
- 1707-1768: Filipe Júlio Francisco Mancini (1676-1768), filho do precedente;
- 1768-1789: Luís Júlio Mancini (1716-1798), filho do precedente.